# Лука Шимунович
Лука Шимунович (хорв. Luka Šimunović; нар. 24 травня 1997, Ливно) — хорватський футболіст, півзахисник казахстанського клубу «Астана».

## Ігрова кар'єра
Народився 24 травня 1997 року в місті Ливно. Вихованець футбольної школи клубу «Загреб». Дорослу футбольну кар'єру розпочав 2014 року в основній команді того ж клубу, в якій провів два сезони, взявши участь у 2 матчах чемпіонату, тому 2016 року для отримання ігрової практики був відданий в оренду в клуб другого дивізіону «Сегеста», а згодом на повноцінній основі грав за іншу команду цієї ліги «Рудеш».
У сезоні 2017 року Шимунович виступав за «Спартакс» (Юрмала) і став з командою чемпіоном Латвії, а наступний сезон 2018 року провів у «Шахтарі» (Солігорськ), ставши віце-чемпіоном Білорусі.
На початку 2019 року став гравцем казахстанської «Астани», з якою того ж року виграв чемпіонат та Суперкубок країни. Станом на 20 листопада 2020 року відіграв за команду з Астани 26 матчів в національному чемпіонаті.

## Титули і досягнення
- Чемпіон Латвії (1):

«Спартакс» (Юрмала): 2017
- Чемпіон Казахстану (1):

«Астана»: 2019
- Володар Суперкубка Казахстану (2):

«Астана»: 2019, 2020
- Чемпіон Білорусі (1):

«Шахтар»: 2022